# لوغال اوشومغال

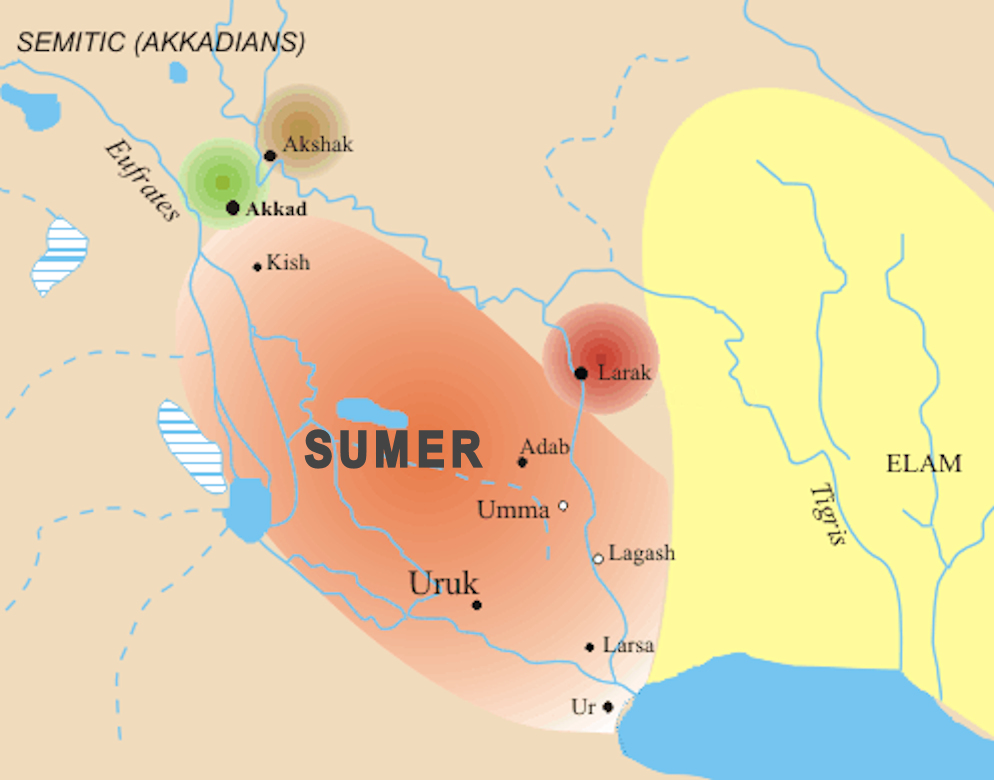
لوغال-أوشومغال كان حاكم لجش في أقصى جنوب بلاد الرافدين

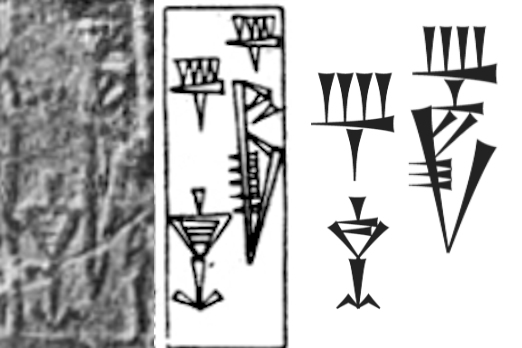
اسم "لوغال-أوشومغال" على طبعات الأختام، بالخط المسماري السومري-الأكدي

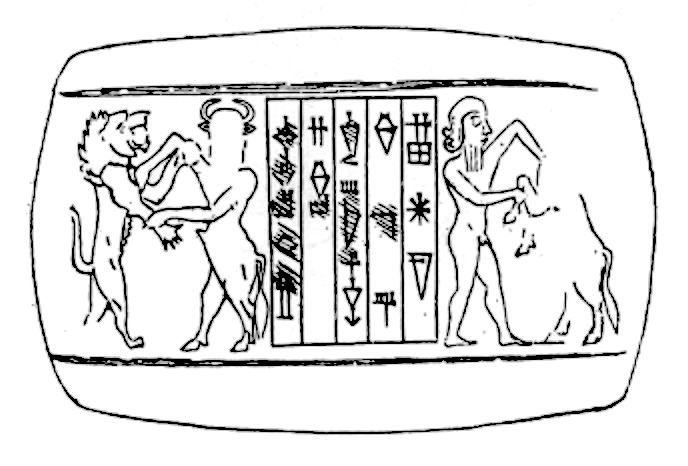
ختم "سبني (𒉺𒇻𒀭𒉌)، الشرطي (𒋼𒇲𒃲، gallagal)، خادم لوغال-أوشومغال، إينسي لجش"

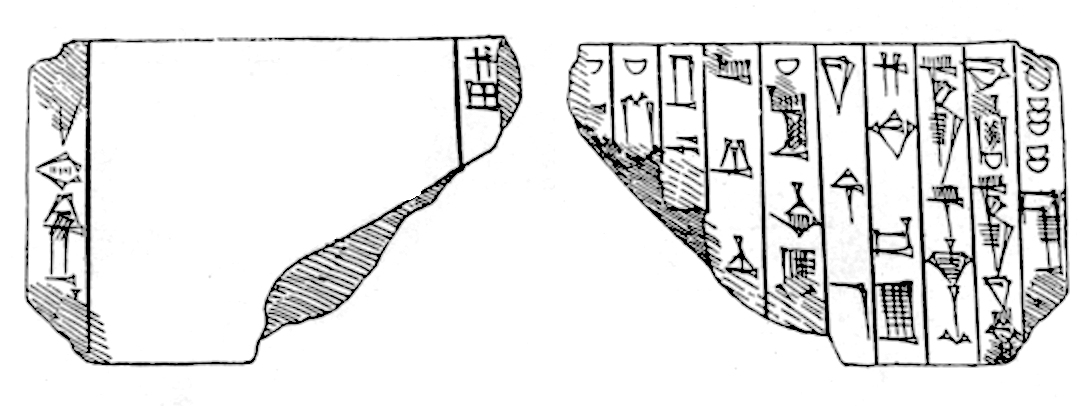
عقد باسم "الحاكم لوغال-أوشومغال"

لوغال-أوشومغال (𒈗𒃲𒁔؛ تُوفي نحو 2210 ق.م) كان حاكمًا سومريًا (إينسي) لمدينة لجش ("شِربولا") بين نحو 2230 و2210 ق.م. عُرفت عدة نقوش له، خصوصًا طبعات الأختام، التي تصفه كحاكم لجش وفي الوقت نفسه تابع (𒀵, arad، "خادم" أو "عبد") لحكام الإمبراطورية الأكدية نارام سين وخلفه شار كالي شاري.
يمكن اعتباره متعاونًا مع الإمبراطورية الأكدية، كما كان مسكيغال حاكم أداب.
خلفه بوزير ماما الذي نال الاستقلال من شار كالي شاري، واتخذ لقب "ملك لجش" مؤسسًا السلالة الثانية الشهيرة للَجَش.

## ختم لوغال-أوشومغال كتابع لنارام سين
يعرض الختم مشهد تقديم للحاكم لوغال-أوشومغال أمام إله ذكر، حيث يظهر واقفًا على اليسار حاملاً قربانًا حيوانيًا. وتحمل الكتابة المسمارية نصًا يذكر:

𒀭𒈾𒊏𒄠𒀭𒂗𒍪 𒁕𒈝 𒀭𒀀𒂵𒉈𒆠 𒈗 𒆠𒅁𒊏𒁴 𒅈𒁀𒅎 𒈗𒃲𒁔 𒁾𒊬  𒑐𒋼𒋛 𒉢𒁓𒆷𒆠 𒀵𒋢

"نارام سين، الإله القوي لأكدة، ملك أركان العالم الأربعة، لوغال-أوشومغال الكاتب وإينسي لجش، هو عبدك".— ختم لوغال-أوشومغال كتابع لنارام سين.

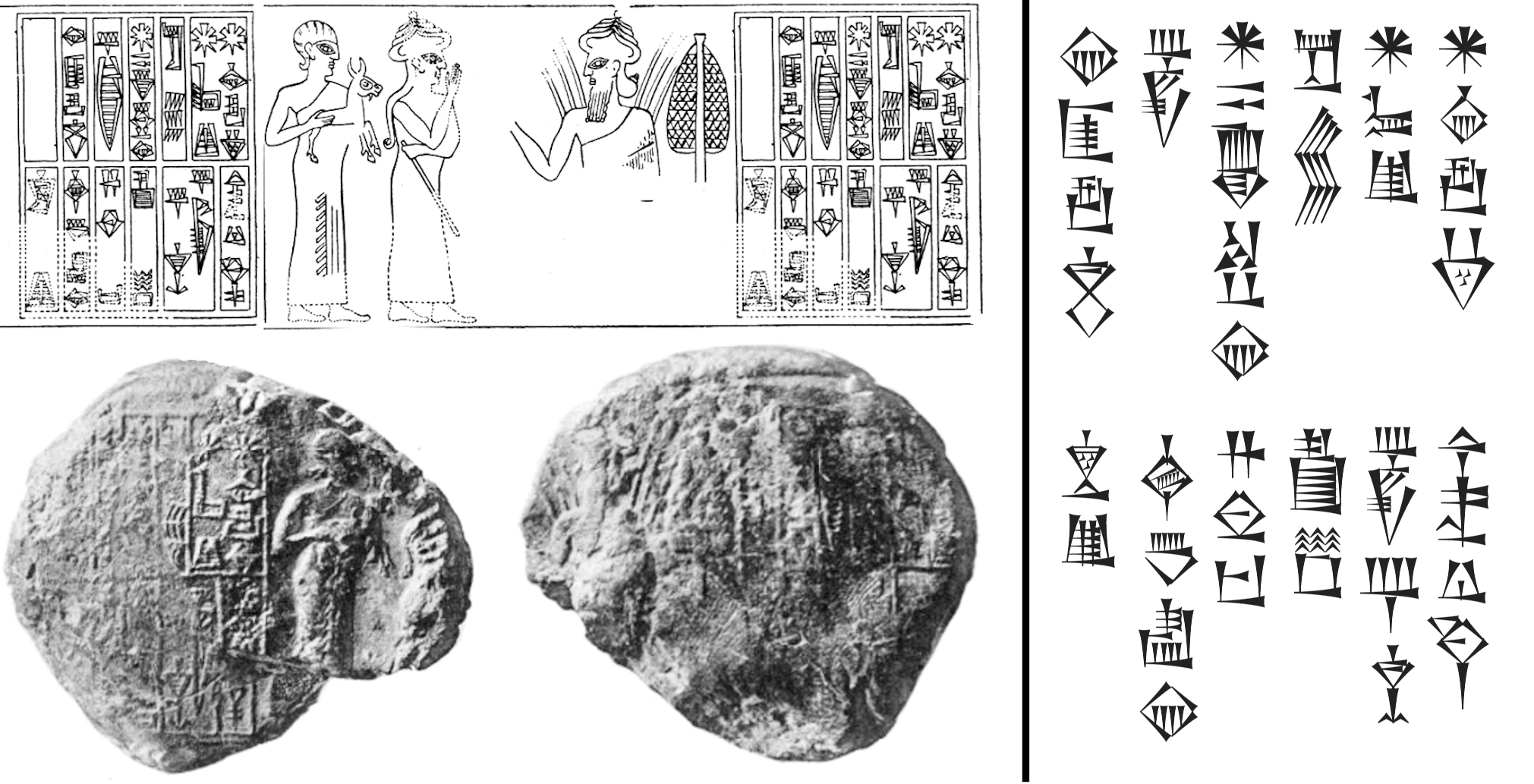
طبعة ختم لوغال-أوشومغال كعبد لنارام-سين

## ختم لوغال-أوشومغال كتابع لشار كالي شاري

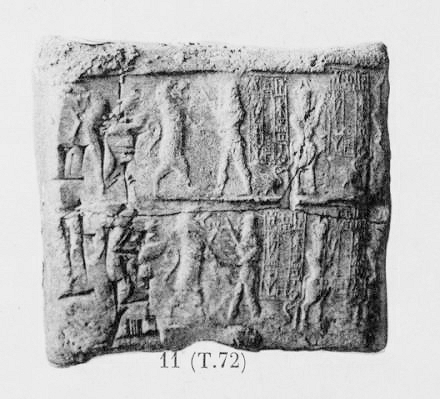
ختم أور-نينمار، ابن لوغال-أوشومغال

يعرض الختم الثاني مشهد تقديم للحاكم لوغال-أوشومغال أمام إله جالس، وهو يحمل قربانًا حيوانيًا. والنص المسماري يذكر:

𒊬𒂵𒉌 𒈗𒌷 𒁕𒈝 𒈗 𒀀𒂵𒉈𒆠 𒈗𒃲𒁔 𒑐𒋼𒋛 𒉢𒁓𒆷𒆠 𒀵𒋢

"شار كالي شاري، الملك القوي لأكدة، لوغال-أوشومغال إينسي لجش، هو عبدك".— ختم لوغال-أوشومغال كعبد لشار كالي شاري.

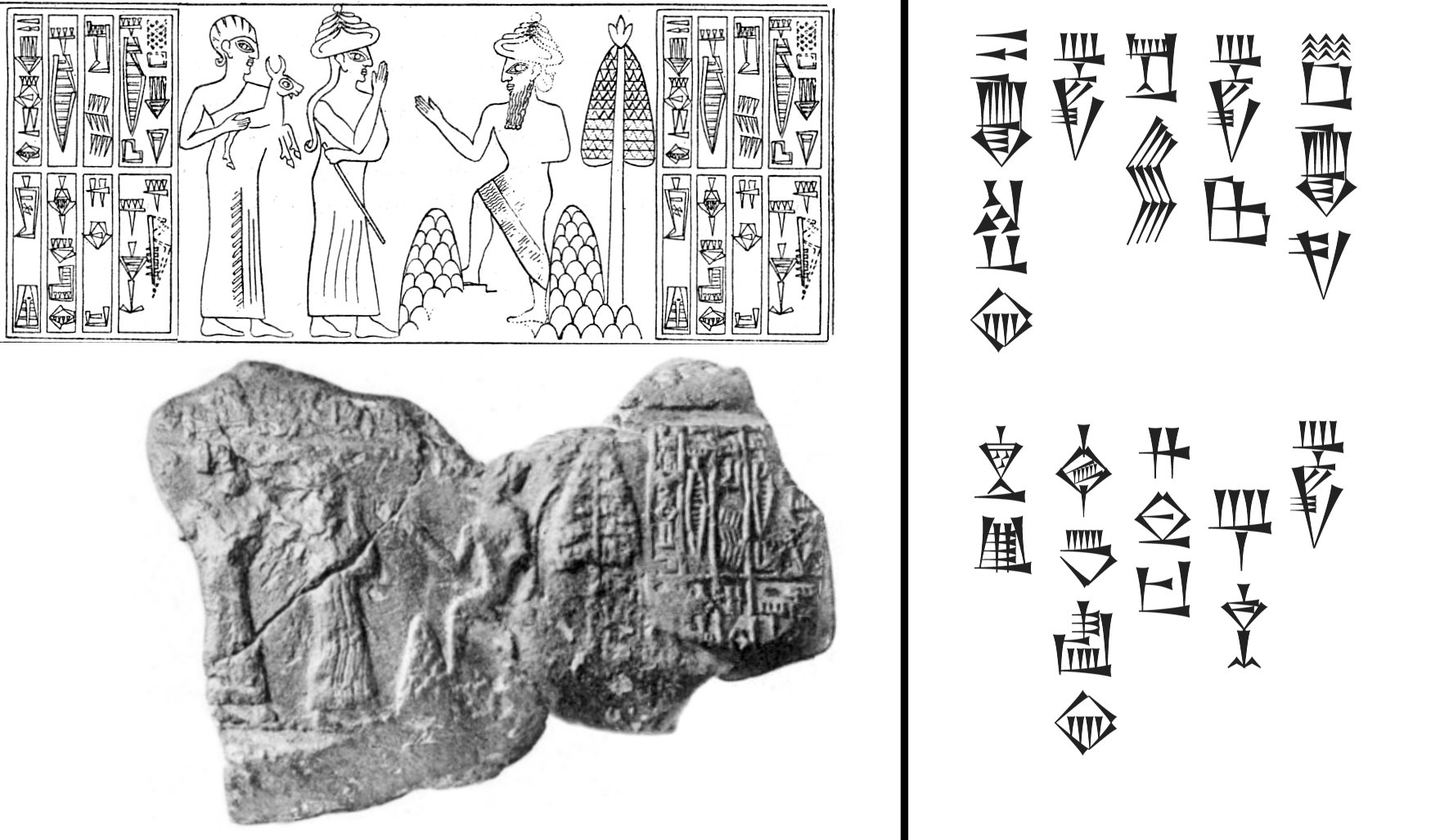
طبعة ختم لوغال-أوشومغال كعبد لشار كالي شاري

1. 1 2 3  Eppihimer, Melissa (2019). Exemplars of Kingship: Art, Tradition, and the Legacy of the Akkadians (بالإنجليزية). Oxford University Press. pp. 148–149. ISBN:978-0-19-090301-5.
2. ↑  "Sumerian Dictionary". oracc.iaas.upenn.edu. مؤرشف من الأصل في 2024-07-21.
3. ↑  Dangin، Fois Thureau (1897). "Musée du Louvre Département des Antiquités Orientales: Tablettes Chaldéennes Inédites". Revue d'Assyriologie et d'archéologie orientale. ج. 4 ع. 3: 78, Planche VIII no 25. ISSN:0373-6032. JSTOR:23283791.
4. ↑  "Site officiel du musée du Louvre". cartelfr.louvre.fr.
5. ↑  Dangin، Fois Thureau (1897). "Musée du Louvre Département des Antiquités Orientales: Tablettes Chaldéennes Inédites". Revue d'Assyriologie et d'archéologie orientale. ج. 4 ع. 3: 78, Planche XI no 34. ISSN:0373-6032. JSTOR:23283791.
6. ↑  Dangin، Fois Thureau (1897). "Musée du Louvre Département des Antiquités Orientales: Tablettes Chaldéennes Inédites". Revue d'Assyriologie et d'archéologie orientale. ج. 4 ع. 3: 78, Planche X no 33. ISSN:0373-6032. JSTOR:23283791.
7. ↑  𒃲𒁔 "أوشومغال" تُكتب بالمسمارية بترتيب عكسي مقارنة بالقراءة الأساسية 𒁔𒃲 "أوشوم-غال" "epsd2/sux/ušumgal [dragon]". oracc.iaas.upenn.edu. مؤرشف من الأصل في 2022-07-14.
8. ↑  "Sumerian Dictionary". oracc.iaas.upenn.edu. مؤرشف من الأصل في 2023-03-26.
9. 1 2 3 4 5
10. ↑  Woolley، Leonard (1938). The Summerians. ص. 83.
11. ↑  The Art Of Ancient Mesopotamia ( Art Ebook) (بالإنجليزية). p. 53.
12. ↑  The Cambridge Ancient History. Cambridge University Press. 1971. ص. 436. ISBN:9780521077910. مؤرشف من الأصل في 2023-03-26.
13. ↑  "بوزور-ماما، الذي كان حاكمًا للَجَش، على الأرجح خلال حكم شار كالي شاري. بعد انهيار الإمبراطورية الأكدية، أصبح مستقلًا بالكامل، واتخذ لقب "ملك لجش"" في Álvarez-Mon, Javier; Basello, Gian Pietro; Wicks, Yasmina (2018). The Elamite World (بالإنجليزية). Routledge. p. 254. ISBN:978-1-317-32983-1. Archived from the original on 2023-03-26.
14. ↑  Journal asiatique (بالفرنسية). Société asiatique. 1979. p. 18.

| منصب | منصب                            | منصب            |
| ---- | ------------------------------- | --------------- |
| سبقه | ملك لجش نحو 2230 – نحو 2210 ق.م | تبعه بوزير ماما |